# Aeroportul Asahikawa
Aeroportul Asahikawa (IATA: AKJ, ICAO: RJEC) este un aeroport din Higashikagura⁠(d), Kamikawa Subprefecture⁠(d), Prefectura Hokkaidō, Japonia ce deservește zona Asahikawa. Aeroportul a fost tranzitat în decembrie 2020 de 25.421 de pasageri. A fost deschis în 1 iulie 1966 și numit după zona deservită.
Situat la o altitudine de 210 m, aeroportul dispune de 1 pistă. Este operat de Hokkaido Airports⁠(d).

## Infrastructură

### Piste
Aeroportul dispune de o singură pistă. Pista 16/34 are suprafața de asfalt și dimensiunile 2.500 m × 60 m. 